# Handbuch österreichischer Autorinnen und Autoren jüdischer Herkunft 18. bis 20. Jahrhundert
Das Handbuch österreichischer Autorinnen und Autoren jüdischer Herkunft 18. bis 20. Jahrhundert ist ein biographisches Nachschlagewerk von 2002.

## Inhalt
Das Handbuch enthält über 8000 Autorinnen und Autoren jüdischer Herkunft in der österreichisch-ungarischen Monarchie sowie in der Ersten Republik Österreich, die dort mindestens zehn Jahre gelebt hatten oder die österreichische Staatsbürgerschaft besaßen. Beschrieben wurden belletristische Schriftsteller, „die seit dem 18. Jahrhundert das Geistesleben Österreichs prägten“, sowie Sachbuchautoren, Wissenschaftler, Verleger, Journalisten und weitere Persönlichkeiten des kulturellen Lebens in der Bandbreite von Musik bis Film, die publizistisch tätig waren.
Ein besonderer Schwerpunkt waren unbekanntere Autorinnen und Autoren, „die in Gefahr sind, in Vergessenheit zu geraten, weil sie nur wenige Werke veröffentlicht hatten, bevor ihre Karriere gewaltsam beendet wurde.“
Angegeben sind biographische Daten mit Namen, Herkunft und persönlicher Entwicklung, sowie einige wichtige Veröffentlichungen.
Das Handbuch wurde durch die  Österreichische Nationalbibliothek herausgegeben und ist dort auch online einsehbar.
Es wurde in verschiedenen Rezensionen gelobt, so in der Neuen Zürcher Zeitung als „Kompendium der Genauigkeit“.
Das Handbuch enthält die umfangreichste Zusammenstellung jüdischer Autorinnen und Autoren in Österreich und bildet eine wichtige Grundlage zur Kenntnis über diesen wichtigen Bereich der Kulturgeschichte.

## Bände
- Handbuch österreichischer Autorinnen und Autoren jüdischer Herkunft 18. bis 20. Jahrhundert. Herausgegeben von der Österreichischen Nationalbibliothek. Redaktion Susanne Blumesberger, Michael Doppelhofer, Gabriele Mauthe. K. G. Saur, München 2002. ISBN 978-3-598-11545-5 und ISBN 3-598-11545-8:
  - Band 1: A–L, 1–4541 (Auszüge)
  - Band 2: K–R
  - Band 3: S–Z (Auszüge)